# ホワッツ・ニュー (ソニー・ロリンズのアルバム)
『ホワッツ・ニュー』（What's New?）とは、ジャズ・サックス奏者ソニー・ロリンズが1962年に制作・発表したアルバム。

## 解説
ロリンズのカリプソ趣味と、以前南米で仕事をした時にボサノヴァを吸収したジム・ホールの素養により、ラテン音楽からの影響が強い作品。スタン・ゲッツとジョアン・ジルベルトの大ヒット作『ゲッツ/ジルベルト』よりも早い時期に、ブラジリアン・ジャズ的な音楽を披露していた。「ドント・ストップ・ザ・カーニヴァル」は、『サキソフォン・コロッサス』収録の「セント・トーマス」と並ぶ、ロリンズの代表的なカリプソ曲で、ライブでもしばしば演奏された。「夜は千の眼をもつ」は1948年公開の映画の主題歌で、ジョン・コルトレーンも1960年に取り上げている（アルバム『コルトレーン・サウンド』に収録）が、本作ではホールのギターを活かし、ボサノヴァ的なアレンジを施している。
発売当時は、アメリカ盤が「ドント・ストップ・ザ・カーニヴァル」を除く5曲入り、イギリス盤や日本盤が「もし貴方と別れる時は」を除く5曲入りだったが、現行の日本盤CDは6曲入りの完全版となっている。また、日本では『ドント・ストップ・ザ・カーニバル』という邦題がついていた時期もあった。

## 収録曲
1. ドント・ストップ・ザ・カーニヴァル - Don't Stop the Carnival（Sonny Rollins）
2. もし貴方と別れる時は - If Ever I Would Leave You（Lerner, Loewe）
3. ブラウンスキン・ガール - Brownskin Girl（S. Rollins）
4. ブルーソンゴ - Bluesongo（S. Rollins）
5. 夜は千の眼をもつ - The Night Has a Thousand Eyes（Bernier, Brainin）
6. ジャンゴソ - Jungoso（S. Rollins）

## 演奏メンバー
- ソニー・ロリンズ - テナー・サックス
- ジム・ホール - ギター
- ボブ・クランショウ - ベース
- ベン・ライリー - ドラム
- ウィリー・ロドリゲス、デニス・チャールズ、フランク・チャールズ - パーカッション（on 1.3.）
- キャンディド - パーカッション（on 4.6.）